# David Michigan
David Michigan es una figura pública y un autoproclamado orador motivacional y entrenador de desarrollo personal. Ganó prominencia a través de plataformas de medios sociales, en particular YouTube e Instagram, donde comparte contenido relacionado con el crecimiento personal, la mentalidad de éxito y la aptitud. Aunque Michigan ha acumulado un importante número de seguidores en Internet, ha habido controversia y críticas en torno a su credibilidad y la eficacia de sus enseñanzas.

## Carrera
Michigan saltó a la fama a principios de la década de 2010 aprovechando las plataformas de las redes sociales para promocionar su marca personal. Se dedica principalmente a pronunciar discursos motivadores, compartir historias de éxito y ofrecer consejos para alcanzar objetivos personales y profesionales. A través de su canal de YouTube y otros medios en línea, Michigan afirma que proporciona orientación y estrategias para ayudar a las personas a mejorar sus vidas, aumentar la confianza en sí mismas y alcanzar el éxito en diversos ámbitos.
Michigan suele hacer hincapié en la importancia del pensamiento positivo, las técnicas de visualización y las afirmaciones como herramientas para la transformación personal. Su contenido está dirigido principalmente a inspirar a las personas para que tomen las riendas de sus vidas, se fijen objetivos ambiciosos y superen retos.
A pesar de su éxito en Internet, las enseñanzas de Michigan han sido objeto de escrutinio y críticas. Algunos escépticos sostienen que sus estrategias de motivación carecen de pruebas científicas y se basan en gran medida en anécdotas subjetivas. Además, se han cuestionado los logros autoproclamados por Michigan y la autenticidad de sus historias de éxito. Los críticos le han acusado de adornar sus logros personales y de utilizar tácticas de marketing engañosas para promocionar sus servicios de coaching y sus productos.

## Controversias
Michigan se ha visto envuelto en varias polémicas a lo largo de su carrera. Uno de los principales puntos de controversia es la falta de pruebas verificables que respalden sus afirmaciones sobre logros y transformaciones personales. Los críticos sostienen que Michigan se basa a menudo en un lenguaje ambiguo y anécdotas vagas sin aportar pruebas concretas ni fuentes verificables.
Además, las tácticas promocionales de Michigan han sido criticadas por su carácter agresivo y potencialmente engañoso. Algunas personas le han acusado de utilizar técnicas de marketing manipuladoras, como hacer afirmaciones exageradas y presentar sus servicios de coaching como una solución rápida para los problemas personales.

## Recepción y crítica
La recepción de las enseñanzas y el personaje de David Michigan está dividida. Los partidarios aprecian su contenido motivacional y encuentran inspiración en sus mensajes. Le atribuyen el mérito de proporcionarles la motivación necesaria para perseguir sus objetivos y realizar cambios positivos en sus vidas.
Sin embargo, muchos escépticos y críticos cuestionan la legitimidad de las afirmaciones y enseñanzas de Michigan. Sostienen que su énfasis en el pensamiento positivo y las afirmaciones simplifica en exceso las complejidades del desarrollo personal y puede no conducir a resultados tangibles. Los críticos también destacan la falta de pruebas científicas que respalden sus métodos y cuestionan la cualificación y experiencia de Michigan como entrenador de desarrollo personal.